# 房総導水路
房総導水路（ぼうそうどうすいろ）は、千葉県山武郡横芝光町の横芝揚水機場で栗山川（両総用水）から取水し、夷隅郡大多喜町まで送水している水資源機構の導水路である。
京葉工業地帯への工業用水と、松戸市などの江戸川東岸や千葉市などの東京湾岸および九十九里平野南部から南房総にかけての地域への水道水の供給を目的としている。

## 地理
千葉県香取市佐原の両総用水第一揚水機場で利根川から取水し栗山川源流に流し込み、栗山川の部分を両総用水と共用して、下流の横芝光町於幾にある横芝揚水機場でポンプアップし、房総丘陵に沿っておおむね地下水路を通して大多喜町まで送水している。横芝揚水機場の近くに坂田調整池があり、途中に東金ダムと長柄ダムがある。

## 沿革
- 1970年（昭和45年）：水資源開発基本計画変更（房総導水路掲上）。
- 1971年（昭和46年）：横芝 - 長柄ダム間着工。
- 1977年（昭和52年）：横芝揚水機場完成、暫定通水開始。
- 1980年（昭和55年）：横芝 - 長柄ダム間完成、暫定通水（長生郡市への上水給水）開始。
- 1986年（昭和61年）：暫定通水（千葉臨海工業地帯への工水給水）開始。
- 1991年（平成3年）：長柄ダム - 大多喜間（南房総導水路）着工。
- 1994年（平成6年）：長柄ダム完成。
- 1995年（平成7年）10月13日：東金ダム完成[2]。
- 1996年（平成8年）：暫定通水（南房総への上水給水）開始。
- 1997年（平成9年）：長柄ダム - 大多喜間（南房総導水路）完成。

## 施設と給水地域
東金ダム
- 山武郡市広域水道企業団

（山武市、東金市、大網白里市、九十九里町）
長柄ダム
- 京葉工業地帯（工業用水）
- 千葉県営水道・千葉市営水道

（松戸市、鎌ケ谷市、市川市、浦安市、船橋市、習志野市、千葉市）
- 長生郡市広域市町村圏組合水道部

（長柄町、茂原市、白子町、長生村、一宮町、睦沢町、長南町）
南房総導水路
- 南房総広域水道企業団

（大多喜町、御宿町、勝浦市、いすみ市、鋸南町、鴨川市、南房総市、館山市）